# Bertrand Bossard
Bertrand Bossard est acteur, auteur, performeur, metteur en scène, réalisateur, directeur artistique et acteur équestre. Né en 1967 à Libourne (Gironde) ; il habite à Paris.

## Biographie

### Enfance et formation
Bertrand Bossard a grandi et fait ses études en Poitou-Charentes où il commence le théâtre. Il y débute aussi l'équitation en compétition à l'âge de 8 ans, ce qui lui servira plus tard dans son parcours d'acteur équestre. Il se forme au jeu d'acteur à l'École du Passage à Paris sous la direction de Niels Arestrup.

### Carrière
Depuis 1992, il a joué avec les metteurs en scènes Stanislas Nordey, Jean-Yves Ruf, Frédéric Fisbach ou Jean-Pierre Vincent. Il crée la compagnie B. Initials en 1999, pour y inventer ses propres projets (Ricky Pompon, Incredibly Incroyable, Mon ile déserte, Mon Œil le cyclope, Gagarin Way, Quand les poules auront deux dents, Enfin célèbre…),,,,,. En 2000, il franchit la Manche pour se révéler sous un autre jour : auteur et comique. C’est dans la langue de Shakespeare qu’il a écrit, joué et mis en scène Incredibly Incroyable, one-man show théâtral qui répond au genre anglo-saxon de la stand-up comedy. Le projet use de l’art du conte, du mime, de la jonglerie verbale et physique… combinés à un sens de l’absurde. Le spectacle est joué en Écosse, au Québec, en Belgique, au Liban, en Angleterre, et repris au CENTQUATRE en 2011. La même année, il a recréé à Martigues un spectacle jeune public, Ricky Pompon, joué au Théâtre National de Chaillot en 2011. Il a réalisé plusieurs films dont le court métrage Hors course et a écrit un scénario de long métrage.
En résidence au CENTQUATRE depuis 2011, il s’entoure d’un collectif d’artistes : scénographes, comédiens, auteurs et dramaturges. Il y développe plusieurs créations artistiques interdisciplinaires, parmi lesquelles : Les visites déguidées, Ego imposteur, Notre Religieuse, La Fée électricité  (créée au Musée d’art Moderne de la ville de Paris) et sa toute dernière création, Le Jeu des 1000 euros,. En avril 2014, il met en scène un spectacle de sortie d’élèves de l’école de cirque de Rosny : « Toute gueule raisonnable suscite en moi un sentiment désagréable », repris ensuite au 104. Il joue parfois au cinéma, et s'investit dans des projets évènementiels engagés pour défendre entre autres l'écologie, et les droits et libertés des femmes...
Sensible au partage et à la transmission il enseigne régulièrement le jeu d'acteur, la mise en scène et la scénographie dans plusieurs écoles, comme l'ÉNACR, l'ÉRAC, l'ÉNSCI,,...
Depuis 2015 et sa rencontre avec le Théâtre du Centaure, il est devenu interprète de la compagnie et développe une relation avec des chevaux artistes, dont Akira, son partenaire principal.

## Théâtre

### Créations
1997: Ricky Pompon, de B. Bossard, m.e.s B. Bossard TNB Rennes
1998: Incredibly Incroyable, de B. Bossard, m.e.s B. Bossard festival d'Edimbourg
2001: Mon Ile déserte, de et par B. Bossard, théâtre de la Cité Internationale
2003: Enfin célèbre, de et par B. Bossard, Théâtre National de Chaillot
2003: Gagarin Way, de et par B. Bossard, Théâtre du Rond Point
2004: Quand les poules auront deux dents, Théâtre Scène Nationale de Poitiers 
2007: Auteurs en scène, m.e.s B. Bossard, SACD, festival d'avignon
2009: Mon Œil le cyclope, 104 Paris
2010: Ricky Pompon, de B. Bossard, m.e.s B. Bossard Théâtre National de Chaillot
2011: La Visite Déguidée, de B. Bossard, m.e.s B. Bossard, Centquatre Paris
2012: Le Jeu des 1000 euros, de B. Bossard, m.e.s B. Bossard Théâtre auditorium de Poitiers
2013: Les visites Déguidées, de B. Bossard, m.e.s B. Bossard, La Nuit industrielle, Marseille2013
2015: Toute gueule raisonnable suscite en moi un sentiment désagréable d'après Daniil Harms, adaptation et m.e.s B. Bossard, Centquatre Paris
2019: Presque, de B. Bossard, m.e.s B. Bossard, Cirque électrique,
2015/2020: Visites déguidées, de B. Bossard, m.e.s B. Bossard: Festival photo circulation au 104 à Paris, siège du Crédit Agricole à Montrouge, théâtre auditorium de Poitiers, Bonlieu scène nationale d’Annecy, Scène Nationale de Macon, le Grand R scène nationale de la Roche-sur-Yon, Théâtre Gérard Philippe de Saint-Denis, Institut du monde Arabe, Palais de la porte Dorée, Grand palais à Paris, La Chartreuse centre d’écriture contemporaine Villeneuve lez Avignon, Port de Dunkerque, Ville de Palaiseau, Ville de Mende, Ville de Saint-Martin de Ré, L’empreinte Scène Nationale de Brive Tulle, Bord 2 Scène établissement culturel de Vitry le François.

### Jeu
1992 : La Dispute Marivaux, m.e.s Stanislas Nordey
1993 : Notes sur Pylade, m.e.s Stanislas Nordey Festival de Saint-Herblain
1993 : 14 pièces piégées d'Armando Llamas, m.e.s Stanislas Nordey Studio Théâtre du CDRC de Nantes
1994 : Pylade de Pier Paolo Pasolini, m.e.s Stanislas Nordey Le Quartz, théâtre Gérard Philipe
1994 : Vole mon dragon d'Hervé Guibert, m.e.s Stanislas Nordey Rencontres d'été de la Chartreuse de Villeneuve-lès-Avignon, Théâtre de la Bastille1994 : La Suffocation mécanique d'Hervé Guibert, m.e.l Stanislas Nordey  lecture au Festival d'Avignon
1994 : La Vraie Vie d'Hector F. de Stanislas Nordey, m.e.s Stanislas Nordey théâtre de Sartrouville
1995 : Le Songe d'une nuit d'été de William Shakespeare, m.e.s Stanislas Nordey théâtre Nanterre-Amandiers
1996 : L'Annonce faite à Marie de Paul Claudel, m.e.s Frédéric Fisbach Scène nationale d'Aubusson, Théâtre Nanterre-Amandiers,
1996 : Tout est bien qui finit bien de William Shakespeare m.e.s Jean pierre Vincent théâtre de Nanterre amandiers
1997 : Un avenir qui commence tout de suite de Vladimir Maïakovski, m.e.s Frédéric Fisbach Théâtre Les Fédérés
1998/ 2013 : Incredibly Incroyable, de B. Bossard, m.e.s B. Bossard festival d'Edimbourg, Théâtre de la cité internationale, Théâtre du Rond Point, point virgule, Festival In avignon,le centquatre Paris,,
2000 : Chaux vive de Jean Yves Ruf théâtre national de Strasbourg, Incredibly Incroyable, de B. Bossard, m.e.s B. Bossard théâtre de la cité internationale
2001 : Médée de Hans Henny Jahnn m.e.s Anita Picchiarini Théâtre national de la Colline.
Mon Ile déserte, de et par B. Bossard, théâtre de la Cité Internationale
2002 : L'Annonce faite à Marie de Paul Claudel, m.e.s Frédéric Fisbach Studio-Théâtre Vitry-sur-Seine
2003: Enfin célèbre, de et par B. Bossard, Théâtre National de Chaillot
2011: La Visite Déguidée, de B. Bossard, m.e.s B. Bossard, Centquatre Paris
2012: Le Jeu des 1000 euros, de B. Bossard, m.e.s B. Bossard Théâtre Auditorium de Poitiers
2014-2020 : Visites déguidées, de B. Bossard, m.e.s B. Bossard: Festival photo circulation au 104 à Paris, siège du Crédit Agricole à Montrouge, théâtre auditorium de Poitiers, Scène Nationale de Macon, le Grand R scène nationale de la Roche-sur-Yon, Théâtre Gérard Philippe de Saint-Denis, Institut du monde Arabe, Palais de la porte Dorée, Grand palais à Paris, La Chartreuse centre d’écriture contemporaine Villeneuve lez Avignon, Port de Dunkerque, Ville de Saint-Martin de Ré, L’empreinte Scène Nationale de Brive Tulle, Bord 2 Scène établissement culturel de Vitry le François.
2015: La 7e vague, (théâtre équestre) m.e.s Camille, Théâtre du Centaure, Festival d'Aurillac.
2019: L'Envol, (théâtre équestre) m.e.s Manolo Théâtre du Centaure, BIAC Marseille
2020: Incredibly Incroyable 2.0, Bord 2 scènes, L’empreinte Scène Nationale de Brive Tulle, Théâtre de la Ville Paris

## Filmographie

### Courts métrages
Hors Course court métrage (scénario, réalisation), production Agat film

### Longs métrages
2020 : De nos frères blessés, d'Hélier Cisterne, dans le rôle de Magistrat Prévost
2009 : L'armée du crime de Robert Guédiguian, dans le rôle de Inspecteur Daime
2007 : Terminus nord de Véronique Lalubie (Short)
2004 : Blonde et brune de Christine Dory, dans le rôle de Patrick

### Évènementiel
2010: Créateur de La Marseillaise des Femmes
2013: créateur de La nuit industrielle dans Marseille capitale de la culture 2013
2017: Créateur de La Grande Course du Grand Paris